# Venezuela op de Olympische Zomerspelen 1996
Venezuela nam naar deel aan de Olympische Zomerspelen 1996 in Atlanta, Verenigde Staten. 

## Deelnemers en resultaten
(m) = mannen, (v) = vrouwen

### Atletiek
- Carlos Tarazona
- Néstor Nieves
- Yojer Medina
- Rubén Maza

### Boksen
- Jesús Guevara
- Carlos Barreto

### Gewichtheffen
- Julio César Luna

### Judo
- Katty Santaella
- Xiomara Griffith
- Francis Gómez

### Schermen
- Rafael Suárez
- Carlos Rodríguez
- Alfredo Pérez
- Carlos Bravo

### Schoonspringen
| Olympiër       | Discipline    | Resultaat | Prestatie                |
| -------------- | ------------- | --------- | ------------------------ |
| Dario di Fazio | 3 m plank (m) | 25e       | voorronde: 317.04 punten |

### Tafeltennis
- Fabiola Ramos

### Tennis
- Jimy Szymanski
- Nicolás Pereira
- Juan Carlos Bianchi

### Wielersport
- Carlos Alberto Moya
- Hussein Monsalve
- Daniela Larreal
- Manuel Guevara
- José Balaustre
- Rubén Abreu

### Worstelen
- Luis Varela
- Emilio Suárez
- Winston Santos
- José Ochoa
- Elias Marcano
- Nestor García

### Zeilen
- Roland Milošević

### Zwemmen
- Carlos Santander
- Francisco Sánchez
- Nelson Mora
- Ricardo Monasterio
- Rafael Manzano
- Diego Henao
- Alejandro Carrizo

Afghanistan · Albanië · Algerije · Amerikaanse Maagdeneilanden · Amerikaans-Samoa · Andorra · Angola · Antigua‑Barbuda · Argentinië · Armenië · Aruba · Australië · Azerbeidzjan · Bahama's · Bahrein · Bangladesh · Barbados · België · Belize · Benin · Bermuda · Bhutan · Bolivia · Bosnië en Herzegovina · Botswana · Brazilië · Britse Maagdeneilanden · Brunei · Bulgarije · Burkina Faso · Burundi · Cambodja · Canada · Centraal-Afrikaanse Republiek · Chili · China · Chinees Taipei · Colombia · Comoren · Congo-Brazzaville · Cookeilanden · Costa Rica · Cuba · Cyprus · Denemarken · Djibouti · Dominica · Dominicaanse Republiek · Duitsland · Ecuador · Egypte · El Salvador · Equatoriaal-Guinea · Estland · Ethiopië · Fiji · Filipijnen · Finland · Frankrijk · Gabon · Gambia · Georgië · Ghana · Grenada · Griekenland · Groot-Brittannië · Guam · Guatemala · Guinee · Guinee-Bissau · Guyana · Haïti · Honduras · Hongarije · Hongkong · Ierland · IJsland · India · Indonesië · Irak · Iran · Israël · Italië · Ivoorkust · Jamaica · Japan · Jemen · Joegoslavië · Jordanië · Kaaimaneilanden · Kaapverdië · Kameroen · Kazachstan · Kenia · Kirgizië · Koeweit · Kroatië · Laos · Lesotho · Letland · Libanon · Liberia · Libië · Liechtenstein · Litouwen · Luxemburg ·  Macedonië · Madagaskar · Malawi · Malediven · Maleisië · Mali · Malta · Marokko · Mauritanië · Mauritius · Mexico · Moldavië · Monaco · Mongolië · Mozambique · Myanmar · Namibië · Nauru · Nederland · Nederlandse Antillen · Nepal · Nicaragua · Nieuw-Zeeland · Niger · Nigeria · Noord-Korea · Noorwegen · Oeganda · Oekraïne · Oezbekistan · Oman · Oostenrijk · Pakistan · Palestina · Panama · Papoea-Nieuw-Guinea · Paraguay · Peru · Polen · Portugal · Puerto Rico · Qatar · Roemenië · Rusland · Rwanda · Saint Kitts en Nevis · Saint Lucia · Saint Vincent en Grenadines · Salomonseilanden · Samoa · San Marino · Sao Tomé en Principe · Saoedi-Arabië · Senegal · Seychellen · Sierra Leone · Singapore · Slovenië · Slowakije · Soedan · Somalië · Spanje · Sri Lanka · Suriname · Swaziland · Syrië · Tadzjikistan · Tanzania · Thailand · Togo · Tonga · Trinidad en Tobago · Tsjaad · Tsjechië · Tunesië · Turkije · Turkmenistan · Uruguay · Vanuatu · Venezuela · Verenigde Arabische Emiraten · Verenigde Staten · Vietnam · Wit-Rusland · Zaïre · Zambia · Zimbabwe · Zuid-Afrika · Zuid-Korea · Zweden · Zwitserland